# Volleybal op de Middellandse Zeespelen 2009
Volleybal is een van de sporten die beoefend werden tijdens de Middellandse Zeespelen 2009 in Pescara, Italië. Er was zowel een mannen- als een vrouwentoernooi, indoor en beachvolleybal. De wedstrijden werden gespeeld van 28 juni tot en met 4 juli 2009.

## Uitslagen

### Indoor
| Event   | Goud   | Zilver  | Brons    |
| ------- | ------ | ------- | -------- |
| Mannen  | Italië | Spanje  | Slovenië |
| Vrouwen | Italië | Turkije | Kroatië  |

### Beachvolleybal
| Event   | Goud                                     | Zilver                                   | Brons                              |
| ------- | ---------------------------------------- | ---------------------------------------- | ---------------------------------- |
| Mannen  | Manuel Carrasco en Jesús Ruiz            | José Manuel Ariza en Miguel Ángel de Amo | Matteo Ingrosso en Paolo Ingrosso  |
| Vrouwen | Cristina Hopf Aguilar en Alejandra Simón | Greta Cicolari en Lucia Bacchi           | Morgane Faure en Mathilde Giordano |

## Medaillespiegel
| Plaats | Land      | Goud | Zilver | Brons | Totaal |
| 1      | Spanje    | 2    | 2      | 0     | 4      |
| 2      | Italië    | 2    | 1      | 1     | 4      |
| 3      | Turkije   | 0    | 1      | 0     | 1      |
| 4      | Frankrijk | 0    | 0      | 1     | 1      |
| 4      | Kroatië   | 0    | 0      | 1     | 1      |
| 4      | Slovenië  | 0    | 0      | 1     | 1      |
| Totaal | Totaal    | 4    | 4      | 4     | 12     |

1959 · 1963 · 1967 · 1971 · 1975 · 1979 · 1983 · 1987 · 1991 · 1993 · 1997 · 2001 · 2005 · 2009 · 2013 · 2018 · 2022
Atletiek · Basketbal · Bocce · Boksen · Gewichtheffen · Golf · Gymnastiek · Handbal · Judo · Kanovaren · Karate · Paardensport · Roeien · Schermen · Schietsport · Tafeltennis · Tennis · Voetbal · Volleybal · Waterpolo · Waterskiën · Wielersport · Worstelen · Zeilen · Zwemmen